# Agasthenes (König von Elis)
Agasthenes (altgriechisch Ἀγασθένης Agasthénēs) war in der griechischen Mythologie der Sohn des Augias und sein Nachfolger auf dem Thron des Königreichs Elis auf der Peloponnes. Die Herrschaft wurde zwischen Amphimachos, Thalpios und Agasthenes geteilt.
Mit seiner Frau Peloris hatte er den Sohn Polyxenos, der zu den Freiern der Helena gehörte und deshalb am Trojanischen Krieg teilnahm. Nach seiner Rückkehr aus Troja vereinigte er das Königreich erneut.